# Madera (gemeente in Chihuahua)
Madera is een gemeente in de Mexicaanse deelstaat Chihuahua. De hoofdplaats van Madera is Ciudad Madera. De gemeente Madera heeft een oppervlakte van 8.158,8 km². 
De gemeente heeft 32.031 inwoners (2005). 
De economie in Madera is voornamelijk gebaseerd op houtkap (madera betekent hout in het Spaans). Er is veel landbouw in de gemeente, evenals veeranches. De gemeente staat vooral bekend om haar grote grotten. In een straal van 50 kilometer van Ciudad Madera zijn er veel grotten met precolumbiaanse kunstwerken.
De drie grootste lokale steden op Ciudad Madera na zijn Nicolás Bravo, Ejido El Largo en Las Varas.
Ahumada · Aldama · Allende · Aquiles Serdán · Ascensión · Bachiniva · Balleza · Batopilas · Bocoyna · Buenaventura · Camargo · Carichi · Casas Grandes · Chihuahua · Chinipas · Coronado · Coyame del Sotol · Cuauhtémoc · Cusihuiriachi · Delicias · Dr. Belisario Domínguez · El Tule · Galeana · Gómez Farías · Gran Morelos · Guachochi · Guadalupe · Guadalupe y Calvo · Guazapares · Guerrero · Hidalgo del Parral · Huejotitán · Ignacio Zaragoza · Janos · Jiménez · Juárez · Julimes · La Cruz · López · Madera · Maguarichi · Manuel Benavides · Matachi · Matamoros · Meoqui · Morelos · Moris · Namiquipa · Nonoava · Nuevo Casas Grandes · Ocampo · Ojinaga · Praxedis G. Guerrero · Riva Palacio · Rosales · Rosario · San Francisco de Borja · San Francisco de Conchos · San Francisco del Oro · Santa Bárbara · Santa Isabel · Satevo · Saucillo · Temósachi · Urique · Uruachi · Valle de Zaragoza